# Bolaño

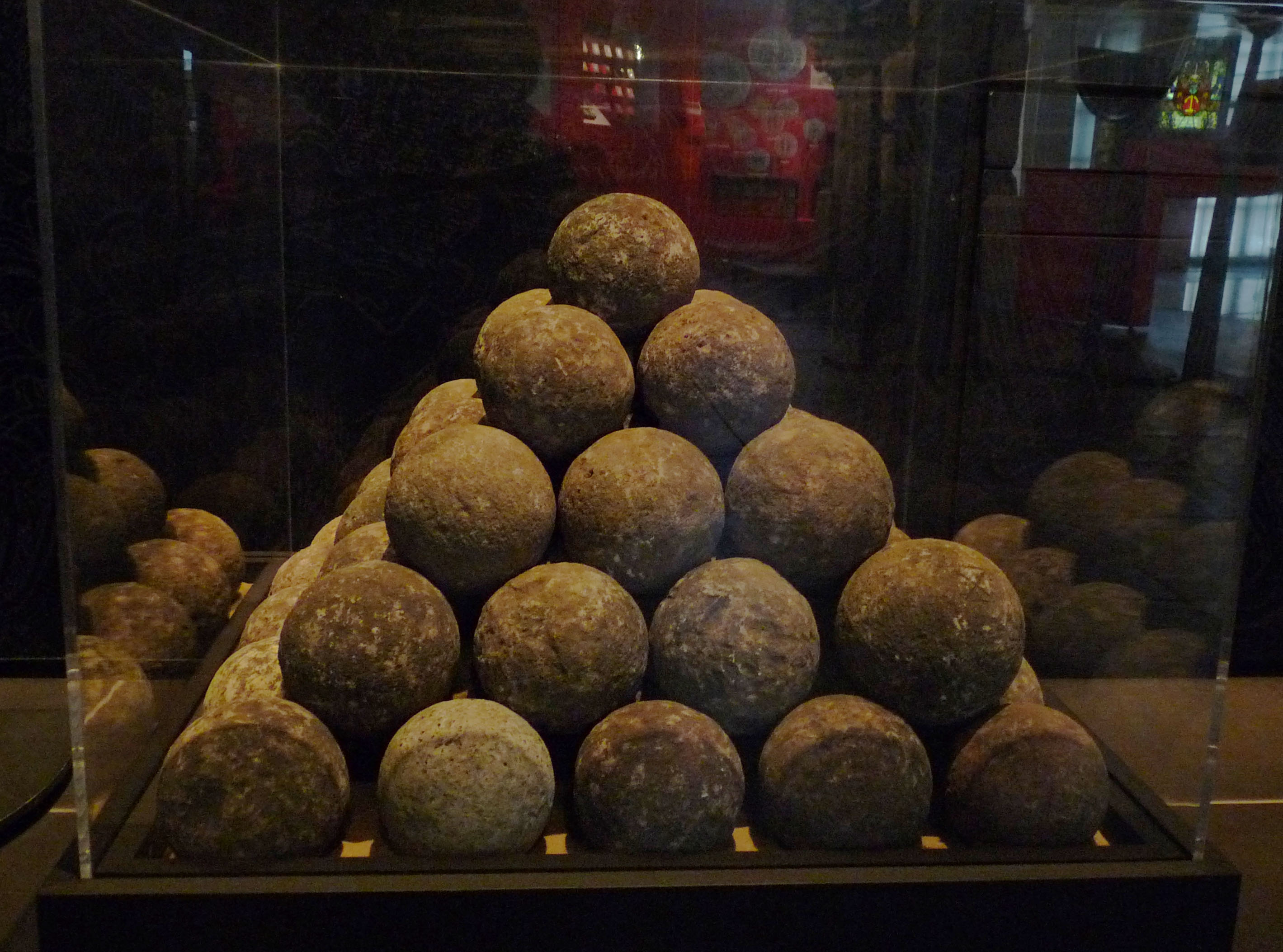
Bolaños encontrados en Estrasburgo.

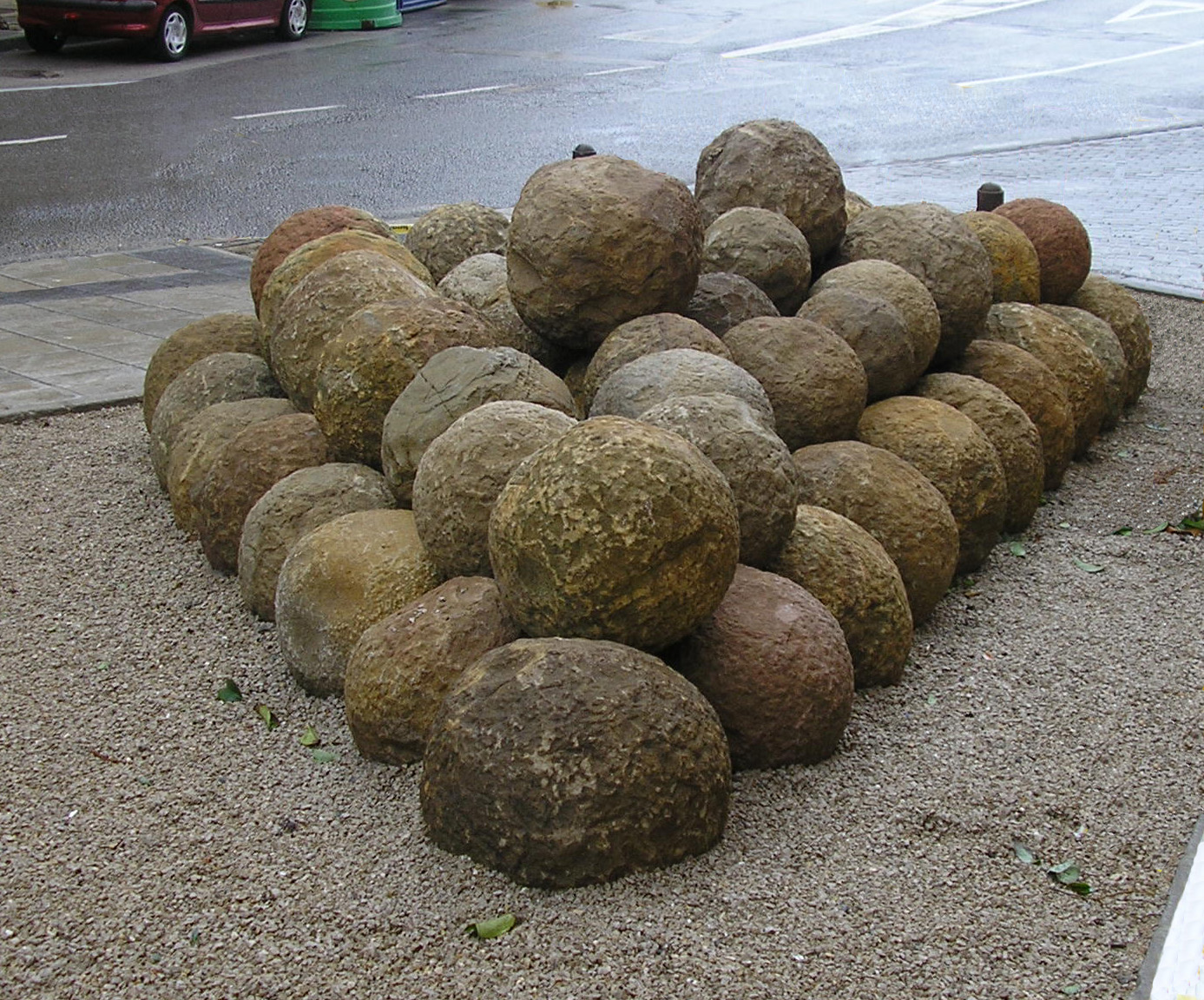
Bolaños usados como munición de las bombardas en el sitio de Algeciras de 1342.

El bolaño era un proyectil esférico de piedra, toscamente labrada, que lanzaban las primitivas piezas de artillería: las bombardas, las bombardetas y los pedreros.
Generalmente se hacían de piedra calcárea, en Castilla era estimada la de Tordesillas. También se hacían de piedra berroqueña, pero lo ordinario era emplear el material que proporcionaban las canteras próximas a la plaza fuerte sitiada.
Solían labrarse a pico y después se clasificaban con un molde de hierro o calibrador.
A medida que fue creciendo el diámetro de las bombardas, el peso de los bolaños que disparaban aumentó. El calibre de los pedreros no alcanzó las dimensiones del de las bombardas, y el de las bombardetas fue mucho menor; por consiguiente el peso de sus bolaños era también menor.
Su peso oscilaba entre 5 y 150 kilogramos.